# Piqueria trinervia
Piqueria trinervia là một loài thực vật có hoa trong họ Cúc. Loài này được Cav. miêu tả khoa học đầu tiên năm 1795.